# Верховинская поселковая община
Верховинская поселковая общи́на (укр. Верховинська селищна громада) — территориальная община в Верховинском районе Ивано-Франковской области Украины.
Административный центр — посёлок Верховина.
Население составляет 19911 человек. Площадь — 424,2 км².

## Населённые пункты
В состав общины входят 1 посёлок (Верховина) и 19 сёл:
- Випче
- Буковец
- Черетов
- Верхний Ясенов
- Ровня
- Головы
- Чёрная Речка
- Замагора
- Ильцы
- Великий Ходак
- Красник
- Красноилья
- Выгода
- Кривополье
- Воловая
- Стаище
- Криворовня
- Бережница
- Перекрёстное